# Panda Petit Panda
Panda Petit Panda (パンダ・コパンダ, Panda Kopanda) est une suite de deux dessins animés japonais créée par Hayao Miyazaki et Isao Takahata en 1972. Il s'agit de deux courts métrages d'animation, racontant les péripéties de Papa Panda, bébé Panda, et de Mimiko, une jeune fille les accompagnant.
Le film fut un succès immédiat au Japon, au moment où la Chine offre des pandas au Japon, pour aider à la préservation de l'espèce menacée. Les deux réalisateurs se sont rencontrés à la Toei animation sur le projet Horus, prince du Soleil.
On retrouvera plus tard dans le personnage de Totoro dans Mon voisin Totoro de nombreux comportements créés pour le Papa Panda dans ce film.

## Synopsis
Les aventures de Mimiko et de deux pandas. Mimiko se retrouve seule à la maison et rencontre Pandy, un bébé panda et son père.

## Fiche technique
- Titre français du film  : Panda Petit Panda
- Titre original du film  : パンダ・コパンダ (Panda Kopanda)
- Auteur : Hayao Miyazaki
- Réalisation : Isao Takahata
- Création des personnages : Yōichi Kotabe, Yasuo Ōtsuka
- Décors : Shichirô Kobayashi
- Dates de sortie :
  - Japon : 17 décembre 1972
  - France : 14 octobre 2009 (les deux films ont été réunis)

## Distribution

### Voix originales japonaises
- Kazuko Sugiyama : Mimiko
- Kazuo Kumakura : Papanda
- Yoshiko Ohta : Pan-chan
- Yasuo Yamada : Policeman
- Reiko Seno : Grand-mère
- Eken mine : Enseignant
- Fumio Wada : Directeur du zoo
- Tetsuya Kaji : l'oncle marchand
- Yuko Maruyama : Tora-chan
- Yoneko Matsukimu : Cayo
- Yoko Yamaoka : Die
- Osamu Ichikawa : Bully
- Terue Nunami : Tante épicière

### Voix françaises
- Camille Donda : Mimiko
- Philippe Catoire : Papa Panda
- Dorothée Pousséo : Pandy
- Gérard Surugue : Directeur du zoo
- Arthur Pestel : Grand frère
- Brigitte Virtudes : Mamie, marchande de fruits et légumes
- Boris Rehlinger : instituteur
- Cédric Dumond : policier
- Philippe Bozo : épicier, vendeur de tickets
- Karine Texier : cuisinière
- Jessica Barrier, Hermine Regnaut et Thomas Sagols : enfants

## Production

### Idée
À la suite de l'échec en salle d'Horus, prince du Soleil, Isao Takahata Yasuo Ôtsuka et Hayao Miyazaki travaillent alors au sein du studio A Production sur une éventuelle production en dessin animé des romans de Fifi Brindacier. N'ayant pas eu les droits de la part d'Astrid Lindgren, Miyazaki et Takahata projettent de réutiliser les travaux préparatoire dans un autre dessin animé dans lequel on verrait une petite fille rousse. Prévu pour être une série de courts-métrages, Panda Petit Panda est un temps mis au placard mais la présentation publique, le 5 novembre 1972 d'un couple de pandas offert par la Chine feront de l'animal un phénomène de mode au japon.

### Réalisation
Dès le feu vert du projet, Takahata et Miyazaki se partagent les tâches : le premier réalise le film tandis que le second s'occupe du scénario, du layout et des recherches graphiques. Ils sont épaulés par Yasuo Ôtsuka et Yôichi Kotabe. S'enfermant dans un ryokan, ils produisent le premier court-métrage en deux mois et demi. Le second est produit trois mois après.

## Diffusion

### Diffusion japonaise
Le premier film sort en décembre 1972 avant la ressortie d'un film de Godzilla nommé Gojira Dengeki Daisakusen (Godzilla, opération de destruction de tous les monstres.)  